# Коневодство в Казахстане
Коневодство в Казахстане — отрасль животноводства в Казахстане, тесно переплетена с казахской культурой. В Казахстане лошади используются в различных сфера жизни и быта человека.
В республике разводят верховую, рысистую, казахскую породы лошадей. Распространено несколько разновидностей выпаса. Вольный выпас (каз. бос бағу) — лошади пасутся круглый год; в зимний период при неблагоприятных погодных условиях, когда затруднена тебеневка, их подкармливают. При табунном выпасе (каз. табындап бағу) лошадей разделяют по возрасту и полу. 
На 2024 года коневодство в Казахстане представлено 14 породами, среди которых присутствуют верховые породы, рысистые, верхово-упряжные, тяжелоупряжные и продуктивные. Самыми популярными породами являлись лошадь джабе, кушумская и мугалжарская. Последние два типа преобладают в Актюбинской и Западно-Казахстанской областях, а лошадь джабе распространена практически по всей стране. Адаевскую лошадь, разводят в Мангистауской и Атырауской областях. Критическое снижение коснулось костанайской породы.

## Показатели
В 2002 году в республике насчитывалось более 1 млн голов лошадей, из них породистых — более 9 тыс. В год вырабатывалось 40 тыс. тонн мяса, около 35 тыс. тонн кумыса. Разведением породистых лошадей занимаются 13 конных заводов (Кызылординская, Мангыстауская, Западно-Казахстанская и др. обл.) и 39 племенных хозяйств (Актобинская, Атырауская и другие области). Вклад в развитие коневодство в Казахстане внесли Б. Жаксылыков, М. Жаркыпбасов, С. Калмакбаев и другие.
В хозяйствах в среднем выращивают 150—180 кобыл, 180—200 жеребцов, а в степных регионах количество лошадей доходит до 350.
На 2024 года коневодство в Казахстане представлено 14 породами, среди которых присутствуют верховые породы, рысистые, верхово-упряжные, тяжелоупряжные и продуктивные.
По состоянию на сентябрь 2023 год поголовье лошадей в Казахстане насчитывалось 4.2 млн. голов и имелась тенденция роста.

## Применение
Издревле коней в Казахстане выполняли сразу множество функций. Для кочевого населения лошади являлись неотъемлемым атрибутом. Эти животные, как и во многих частях света, использовались в бою и передвижении. Помимо этого из шкуры изготавливались одежда и предметы быта. Так же лошади всегда занимали важную роль в кулинарии. Из молока изготавливаются различные продукты, а мясо употребляется в пищу. Лошади, являются одним из главных факторов спутников человека в древнем Казахстане, они сформировали культурную идентичность в виде национальных конных состязаний и празднований.

### Конная армия
Конная армия, вид войск, вооруженных. конные отряды. До 30—40 гг. XX в. считалась одной из основных сил ведения войны. Отличалась маневренностью и неприхотливостью к условиям местности во время нападения и обороны. Конная армия первоначально появилась в древних странах Азии. В сражениях имела решающее значение. Походы казахских батыров с древних времен были связаны с этим видом войск. Казахские ханы (XV—XIX вв.) содержали специальные конные отряды. Во время военных действий их численность достигала 100 тыс. всадников. В годы гражданской войны были созданы национальная Конная армия. В 1937 году казахский кавалерийский полк был репрессирован. Соединения Конной армии принимали участие в крупных сражениях в период Второй мировой войны. Позже Конная армия утратила своё значение в пользу более эффективных военных формирований.

### Конный завод
Конный завод, хозяйство, занимающееся воспроизводством племенных и спортивных лошадей, совершенствованием пород, реализацией и распространением полученных пород. На конных заводах разводят племенных лошадей для использования в конных видах спорта и экспорта в зарубежные страны. В 1920—1922 годах были созданы конные заводы в Петропавловске, Костанае, Акмоле, затем Кокшетау. В 1920—1980 гг. в Казахстане 19 конных заводов, в том числе 8 продуктивного, 2 рысистого направления, 9 — по разведению верховых и верховоупряжных пород лошадей. В 2002 году существовало 13 конных заводов.

### Конный спорт
Конный спорт, состязания по которому проводились еще на первых Олимпийских играх в 680 до н. э., широко известен в Казахстане. 
Проводятся мероприятие по следующим видам: выездка; ?ЯА конкур-иппик (преодоление препятствий); троеборье — манежная езда (упражнения на осн. аллюрах), полевые испытания (движение по дорогам, стипл-чейз, кросс), преодоление препятствий, скачки, конная охота, вольтижировка и другое. Также проводится состязания по национальным казахским видам спорта, среди них — байге, ауда-рыспак, кокпар, кыз куу, тенге алу. 
Казахстан с 1952 года является членом Международной федерации конного спорта. В 1956 году в Алматы была открыта первая школа по конному спорту. На Олимпийских играх жокей С. Филатов на скакуне ахелтекинской породы по кличке Абсент (Жамбылская обл., Луговской конный завод) выиграл 1 золотую (Рим — 1960), две бронзовые медали (Токио — 1964; Мехико — 1968). В 1996 в году Кечке-мет прошёл 1-й фестиваль по конному спорту. Участвовали 23 жокея. Казахстанские атбеги победили, показав мастерство по всем видам конного спорта. На соревнованиях но аламан-байге, устроенных в честь Абая (1995), Жамбыла (1996), М. Ауэзова (1997), казахстанские жокеи Т. Медеушиев, О. Амиргалиев, А. Озиказак, Н. Сатыбаев и др. стали победителями.